# Guisando
Guisando egy község Spanyolországban, Ávila tartományban. Guisando Arenas de San Pedro, El Hornillo és Hoyos del Espino községekkel határos. Lakosainak száma 474 fő (2024).

## Népesség
A település népessége az utóbbi években az alábbiak szerint változott:
| Lakosok száma | 647  | 636  | 620  | 604  | 571  | 554  | 521  | 497  | 497  | 474  |
|               | 2001 | 2003 | 2006 | 2008 | 2011 | 2014 | 2017 | 2019 | 2022 | 2024 |